# Toroidspule
Eine Toroidspule, auch Kreisringspule, Ringspule oder Ringkernspule genannt, ist in der Elektrotechnik eine speziell geformte Spule, die aus einem Kern in Form eines Kreisringes besteht (einem Ringkern), um den herum der elektrische Leiter gewickelt wird. Die Besonderheit dieser Bauform liegt darin, dass sich der magnetische Fluss fast ausschließlich im kreisförmigen Kern ausbreitet und das meist störende Streufeld im Außenraum der Kreisringspule vergleichsweise schwach ist.
Prominente Beispiele für die großtechnische Anwendung von Toroidspulen sind Tokamaks für die Fusionsforschung und der ATLAS-Detektor am CERN.

## Ausführungsformen und Anwendungen

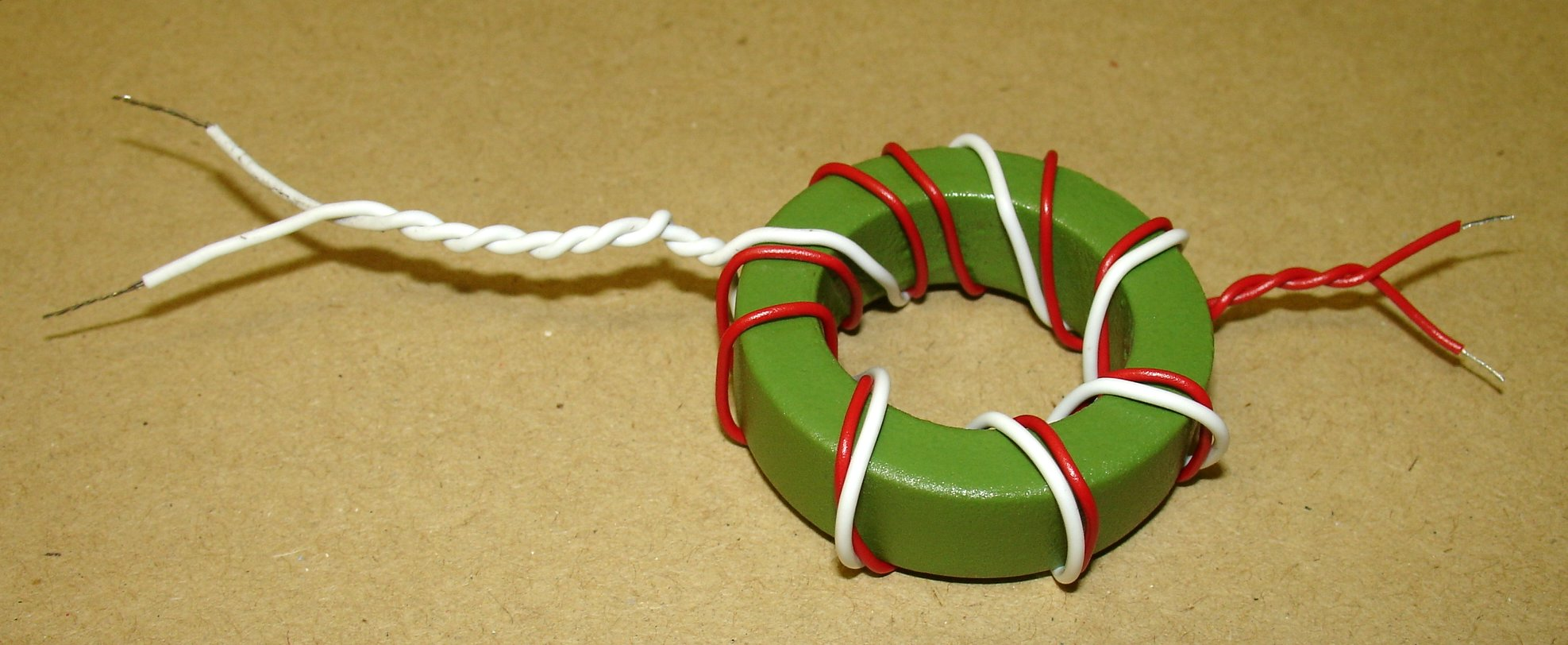
Toroidspule mit zwei Wicklungen

Kreisringspulen werden vor allem in passiven elektrischen Filtern zur Unterdrückung unerwünschter hochfrequenter Störungen eingesetzt. Die Ausführung kann dabei als klassische Spule mit nur einem Leiter erfolgen; aber auch zwei oder mehr Leiter auf dem Spulenkörper sind möglich.
Um eine magnetische Sättigung des Kerns zu vermeiden, sind entweder entsprechende Werkstoffe als Kernmaterial notwendig, oder in den Kreisring wird künstlich ein Luftspalt eingebaut.
Wird jedoch eine Drossel mit zwei oder mehr Wicklungen so betrieben, dass die Summe aller Ströme Null ist, so heben sich die einzelnen Magnetfelder auf, Sättigung wird vermieden, und man spricht von einer stromkompensierten Drossel.
Während eine Ringkerndrossel ohne Luftspalt (Pulverkern-Drosseln zählen nicht dazu) schon bei kleinen Strömen in Sättigung geht, kann man mit einer stromkompensierten Drossel hohe Induktivitäten zur EMV-Filterung gegen Gleichtaktstörungen erreichen, ohne dass der Kern in Sättigung gerät. Im Nutzsignal bzw. Schaltungsstromkreis ist nur die Streuinduktivität der Drossel sichtbar, die aber nur einen Bruchteil der Nenninduktivität beträgt.
Toroidspulen mit zwei oder mehr Wicklungen werden als wesentliches Bauelement auch in Fehlerstromschutzschaltern zur Erkennung eines Fehlerstromes eingesetzt.
Ein weiterer Einsatzbereich ist die Verwendung als Transformator. Dabei wird die Spannung von einer Wicklung, der Primärseite, auf die zweite Wicklung, die Sekundärseite, übertragen. In dieser Anwendung darf der Kern keinen Luftspalt aufweisen. Siehe Ringkerntransformator.

## Berechnung der Induktivität
Die Induktivität  L einer Toroidspule mit einer Wicklung mit N Windungen und einem rechteckigen Kern der Breite b, dem Innenradius r und dem Außenradius R lässt sich bei dünnem Draht näherungsweise mit folgender Formel berechnen:
{\displaystyle L=N^{2}\cdot {\frac {\mu _{0}\mu _{r}b}{2\pi }}\cdot \ln {\frac {R}{r}}}
Dabei ist 
- μ0 die magnetische Feldkonstante
- μr die Permeabilitätszahl des Kernmaterials.

Statt der Radien können auch die entsprechenden Durchmesser eingesetzt werden.
Wenn der relative Unterschied zwischen äußerem und innerem Radius des Ringes gering ist, der mittlere Radius mit {\displaystyle r_{\mathrm {m} }=(R+r)/2} und die Querschnittsfläche des Ringes mit A bezeichnet wird, so kann man die Induktivität der Ringspule näherungsweise berechnen zu:
{\displaystyle L=N^{2}\cdot {\frac {\mu _{0}\mu _{r}A}{2\pi \,r_{\mathrm {m} }}}}
Wenn die Spule zusätzlich von einem Luftspalt der Länge {\displaystyle l} unterbrochen wird, gilt
{\displaystyle L=N^{2}\cdot {\frac {\mu _{0}\mu _{r}A}{2\pi r_{m}+l(\mu _{r}-1)}}}

## Magnetfelder der Toroidspule

### Magnetisches Feld im Inneren der Spule

#### Ohne Luftspalt
Betrachtet man das Magnetfeld im Inneren einer Toroidspule mit geringem Durchmesser gegenüber ihrem Radius {\displaystyle r_{m}}, so lässt sich dieses mittels dem Ampèreschen Gesetz herleiten. Man betrachte eine Toroidspule mit Umfang {\displaystyle U}, Windungszahl {\displaystyle N} und Stromstärke {\displaystyle I}:
{\displaystyle \oint \limits _{U}{\vec {H}}\ {\text{d}}{\vec {s}}=I\ N}
Da das H-Feld stets parallel zum Integrationsweg verläuft (Kreisform durch das Innere der Spule), ist das Skalarprodukt hier gleich dem Produkt der Beträge.
{\displaystyle \Rightarrow H\cdot U=H\cdot 2\pi r_{m}=I\ N}
mit dem mittleren Radius {\displaystyle r_{m}} der Spule.
Auflösen nach {\displaystyle H} ergibt:
{\displaystyle \Rightarrow H={\frac {I\ N}{2\pi r_{m}}}}
bzw. die magnetische Flussdichte {\displaystyle B=\mu _{0}\mu _{r}{\frac {I\ N}{2\pi r_{m}}}}, wenn man {\displaystyle B=\mu _{0}\mu _{r}H} benutzt.

#### Mit Luftspalt
Ist die Toroidspule durch einen Luftspalt unterbrochen, so wird aus obigem Zusammenhang ebenfalls mit dem Ampèreschen Gesetz der Folgende:
{\displaystyle \Rightarrow H_{S}\cdot U'+H_{L}\cdot l=I\ N}
mit
- dem Feld {\displaystyle H_{S}} in der Spule der Länge {\displaystyle U'=2\pi r_{m}-l}
- dem Feld {\displaystyle H_{L}} im Luftspalt der Länge {\displaystyle l} .

Ist nun {\displaystyle l\ll U'} und vernachlässigt man die Streufelder an den Enden der Spule, so kann {\displaystyle B_{S}\approx B_{L}} gesetzt werden, weil sich beim Übergang zwischen Materialien die Normalkomponente des B-Feldes nicht ändert. Damit ergibt sich:
{\displaystyle H_{S}(2\pi r_{m}-l)+H_{L}\cdot l=B_{L}\left({\frac {2\pi r_{m}-l}{\mu _{0}\mu _{r}}}+{\frac {l}{\mu _{0}}}\right)=IN}
und somit für die magnetische Flussdichte {\displaystyle B_{L}} im Luftspalt:
{\displaystyle B_{L}={\frac {\mu _{0}IN}{{\frac {2\pi r_{m}-l}{\mu _{r}}}+l}}={\frac {\mu _{0}\mu _{r}IN}{2\pi r_{m}+l(\mu _{r}-1)}}}

### Magnetisches Feld außerhalb der Spule
Außerhalb der Spule kann man die Toroidspule wegen ihrer Kreisform vereinfacht als Leiterschleife mit dem Radius {\displaystyle r_{m}} betrachten.
Für eine Gerade, die senkrecht zu der von der Toroidspule umlaufenen Kreisfläche steht und durch deren Mittelpunkt läuft, gilt:
{\displaystyle B(z)={\frac {\mu _{0}I}{2}}\,{\frac {r_{m}^{2}}{\left(r_{m}^{2}+z^{2}\right)^{3/2}}}}
wobei {\displaystyle z} den Abstand von der {\displaystyle Z}-Achse beschreibt, falls die Toroidspule im Ursprung in der {\displaystyle X}-{\displaystyle Y}-Ebene eines 3-dimensionalen kartesischen Koordinatensystems liegt.
Insbesondere gilt dann für den Mittelpunkt (also für {\displaystyle z=0}):
{\displaystyle B(0)={\frac {\mu _{0}I}{2r_{m}}}}